# Montblanc (công ty)
Montblanc là một thương hiệu nổi tiếng với logo ngôi sao trắng của Đức, được nhiều người biết đến qua các dụng cụ viết (bút), đồng hồ và các phụ kiện.

## Lịch sử
Năm 1906, nhà buôn bán văn phòng phẩm Claus-Johannes Voss, nhà băng Alfred Nehemias và kỹ sư August Eberstein thành lập công ty Simplo Filler

## Thương hiệu
Nhãn hiệu Montblanc được nhận biết qua hình ảnh ngôi sao sáu đỉnh vê tròn trong logo thể hiện mỏm tuyết đỉnh núi Mont Blanc từ năm 1913.
Vào tháng 1 năm 2014, Hugh Jackman làm đại sứ cho MontBlanc's Global Brand.

## Sản phẩm

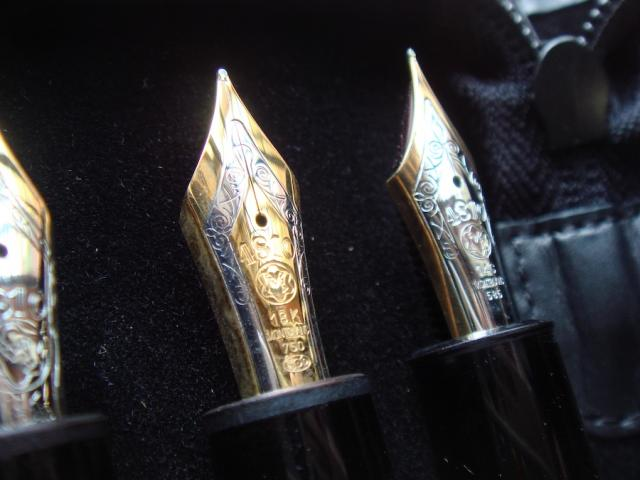
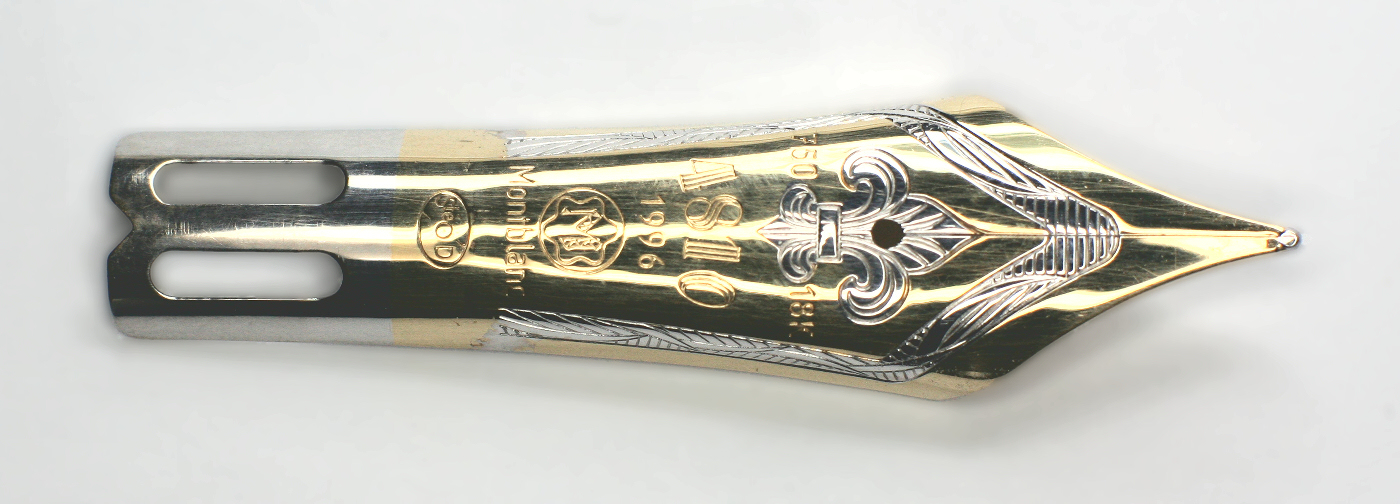
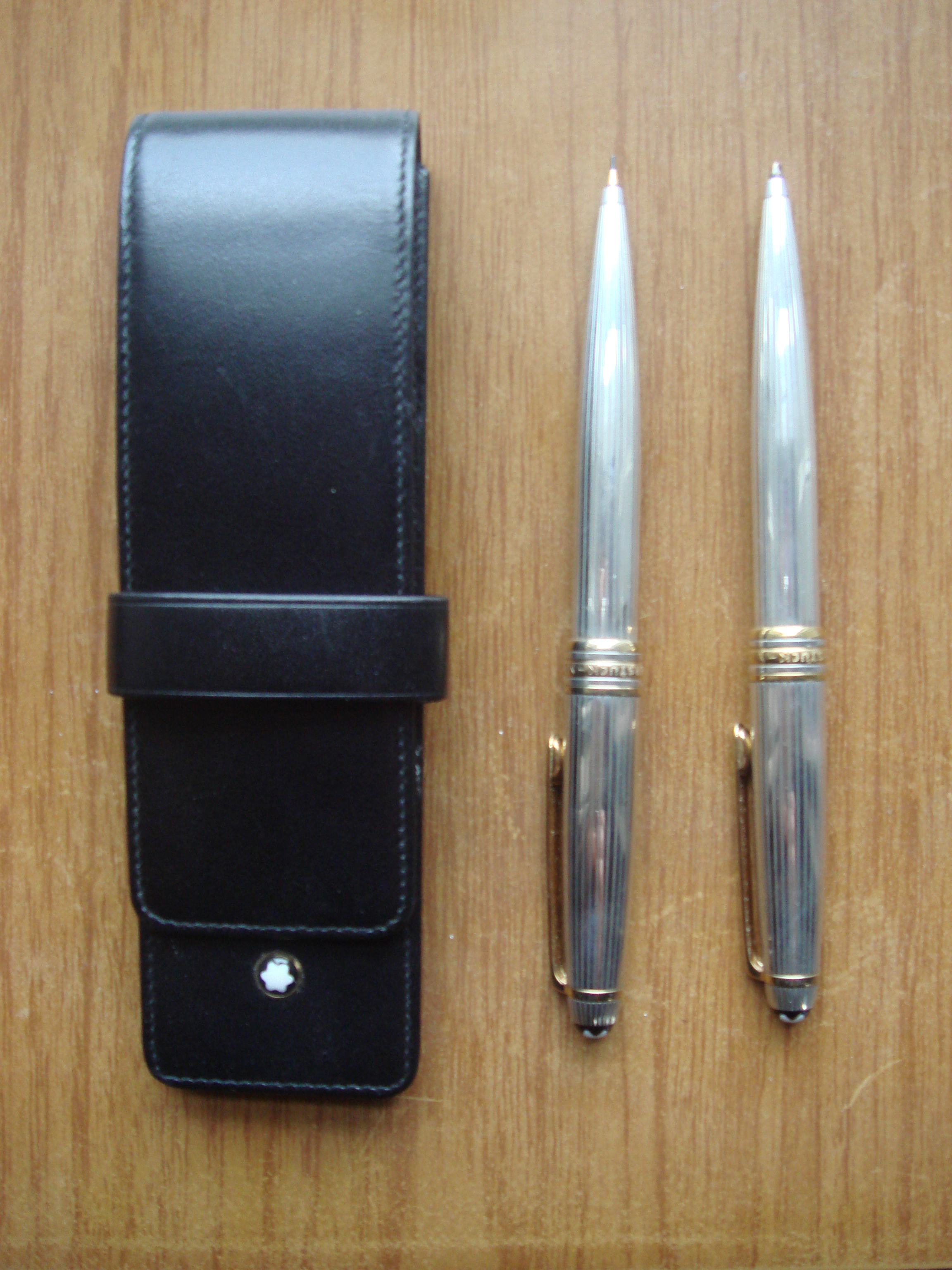
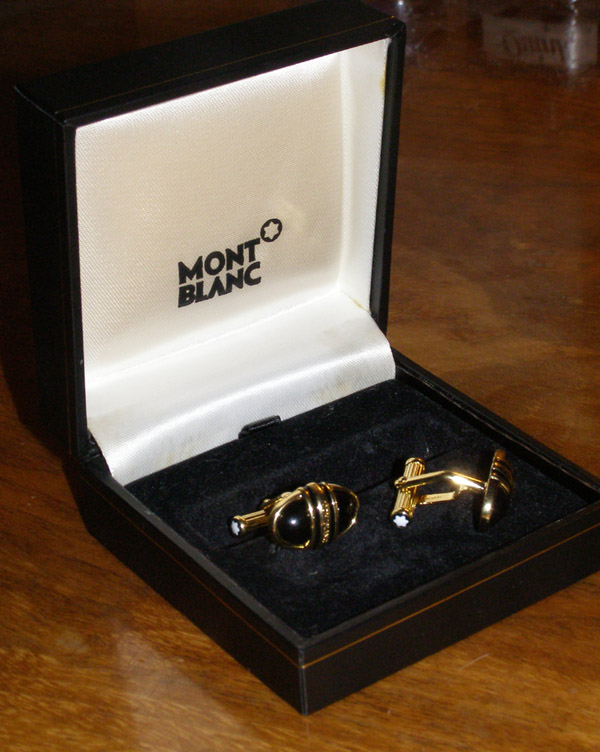
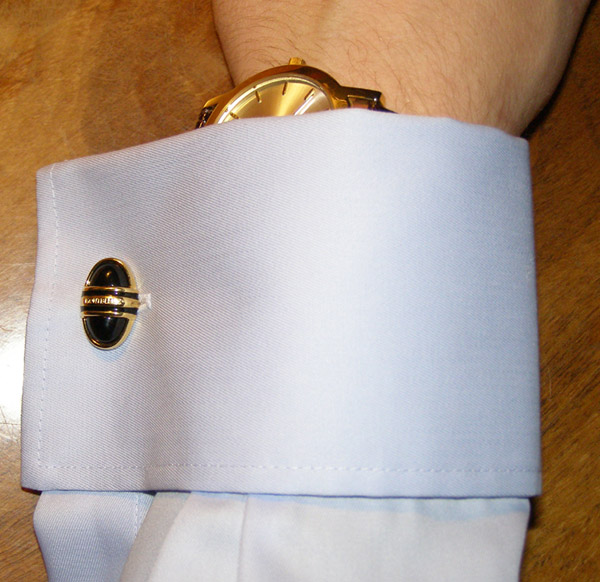
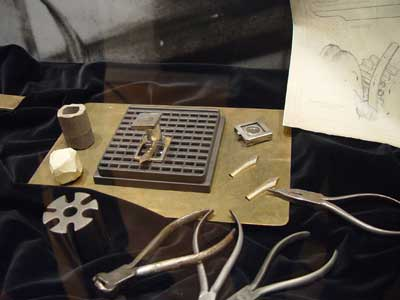
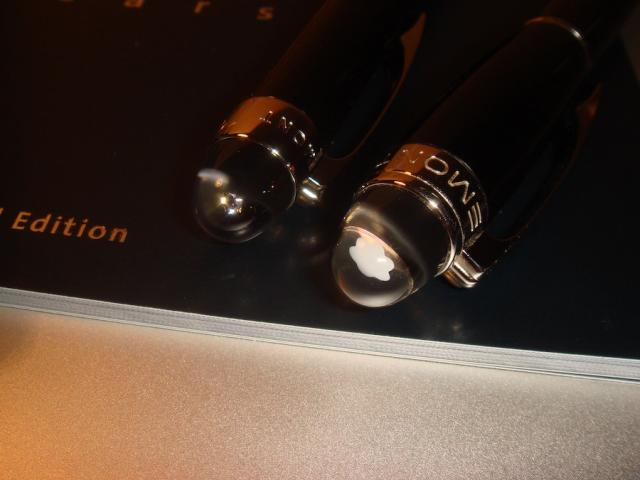
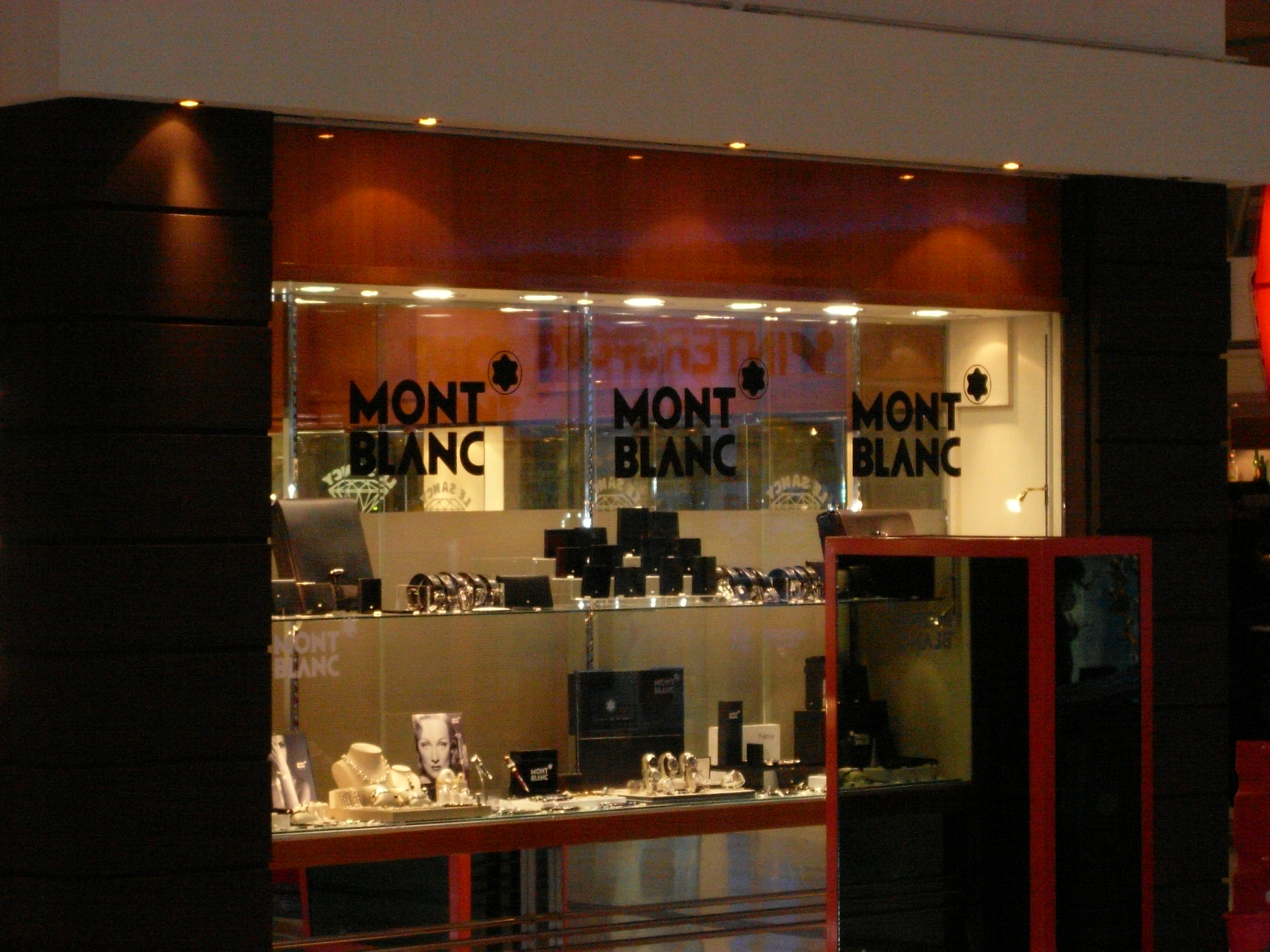